# Courtney Atkinson
Courtney Atkinson (ur. 15 sierpnia 1979) – australijski triathlonista.
Mistrz Australii Juniorów w triathlonie w latach 1996-1999.
Uczestnik IO w 2008 w Pekinie, gdzie zajął 11. miejsce.
Zwycięzca zawodów Pucharu Świata w Mooloolaba i Ishigaki w 2009.
Podczas Mistrzostw Świata w 2010 dwukrotnie zajmował drugie miejsce w Seulu i Madrycie. Ostatecznie 10. w klasyfikacji generalnej Mistrzostw.